# Drăcșenei
Drăcșenei is een Roemeense gemeente in het district Teleorman.
Drăcșenei telt 1957 inwoners.